# Никола Стојић
Никола Стојић (Београд, 15. децембар 1974) је репрезентативац Србије у веслању. На Светском првенству 2006. године је освојио златну медаљу, а наредне године је постао и европски првак у двојцу без кормилара. Његов саиграч био је Ђорђе Вишацки.
Четири пута је учествовао на Олимпијским играма, 2000. у Сиднеју, 2004. у Атини, 2008. у Пекингу и 2012. у Лондону. Крајем 2006. године Олимпијски комитет Србије му је доделио награду за најбољег мушког спортисту.